# Anse Rouge (kommun)
Anse Rouge är en kommun i Haiti.   Den ligger i departementet Artibonite, i den nordvästra delen av landet, 140 km nordväst om huvudstaden Port-au-Prince.